# Uta encantadae
Uta encantadae är en ödleart som beskrevs av Grismer 1994. Uta encantadae ingår i släktet Uta och familjen Phrynosomatidae. Inga underarter finns listade i Catalogue of Life.
Denna ödla förekommer endemsik på Isla Encantada i Californiaviken och på små öar i närheten. Ön är glest täckt med växtlighet. I samma område hittas fåglarna brunsula och blåfotad sula. Honor lägger ägg.
För beståndet är inga hot kända men ön är mycket begränsad. IUCN kategoriserar arten globalt som sårbar.